# Endochironomus
Endochironomus är ett släkte av tvåvingar som beskrevs av Jean-Jacques Kieffer 1918. Endochironomus ingår i familjen fjädermyggor.

## Dottertaxa tillEndochironomus, i alfabetisk ordning[1][2]
- Endochironomus abranchius
- Endochironomus albipennis
- Endochironomus altaica
- Endochironomus ampliceps
- Endochironomus cognatus
- Endochironomus dispar
- Endochironomus disparilis
- Endochironomus diversicolor
- Endochironomus donatoris
- Endochironomus effusus
- Endochironomus hamatus
- Endochironomus hibaradecimus
- Endochironomus impar
- Endochironomus intextus
- Endochironomus lepidus
- Endochironomus leucolabis
- Endochironomus longiclava
- Endochironomus meinerti
- Endochironomus nervicola
- Endochironomus nigricans
- Endochironomus nymphaeae
- Endochironomus occultus
- Endochironomus oldenbergi
- Endochironomus palauensis
- Endochironomus parvulus
- Endochironomus pekanus
- Endochironomus pruinosus
- Endochironomus scripicola
- Endochironomus signaticornis
- Endochironomus stackelbergi
- Endochironomus subtendens
- Endochironomus tendens
- Endochironomus tenuicaudus
- Endochironomus woodi